# Mandevilla turgida
Mandevilla turgida är en oleanderväxtart som beskrevs av R. E. Woodson. Mandevilla turgida ingår i släktet Mandevilla och familjen oleanderväxter. Inga underarter finns listade i Catalogue of Life.